# Uzbekistán na Letních olympijských hrách 2004
Uzbekistán na Letních olympijských hrách v roce 2004 reprezentovala výprava 69 sportovců (51 mužů a 18 žen) ve 14 sportech.

## Medailisté
| Medaile | Jméno                    | Sport | Soutěž                       |
| ------- | ------------------------ | ----- | ---------------------------- |
| Zlato   | Aleksandre Dochturišvili | Zápas | muži řecko-římský do 74 kg   |
| Zlato   | Artur Tajmazov           | Zápas | muži volný styl do 120 kg    |
| Stříbro | Magomed Ibragimov        | Zápas | muži volný styl do 96 kg     |
| Bronz   | Utkirbek Khaydarov       | Box   | Muži váha polotěžká do 81 kg |
| Bronz   | Bahodirjon Sooltonov     | Box   | Muži váha bantamová 54 kg    |